# Фуентельв'єхо
Фуентельв'єхо (ісп. Fuentelviejo) — муніципалітет в Іспанії, у складі автономної спільноти Кастилія-Ла-Манча, у провінції Гвадалахара. Населення — 50 осіб (2010).
Муніципалітет розташований на відстані близько 60 км на схід від Мадрида, 19 км на південний схід від Гвадалахари.

## Демографія
Динаміка населення (INE ):

## Галерея зображень

Розташування муніципалітету у провінції Гвадалахара